# Ťü-lu
Ťü-lu (čínsky pchin-jinem Jùlù, znaky zjednodušené 巨鹿, tradiční 鉅鹿) je okres v centrální části městské prefektury Sing-tchaj na jihu provincie Che-pej v Čínské lidové republice. Rozloha okresu je 635 čtverečních kilometrů a v roce 2010 v něm žilo necelých 375 tisíc obyvatel.

## Historie
V období Západní Chan zde existoval okres Nan-i (南亦) podléhající komandérii Ťü-lu. V letech 445–497 byl okres Nan-i přechodně začleněn do okresu Paj-žen (柏人), a ve státu Severní Čchi do okresu Žen, ale roku 586 (za Suejů) obnoven. Roku 605 byl okres Nan-i přejmenován na Ťü-lu. Za Tchangů byl v letech 618–622 z okresu Ťü-lu vyčleněn okres Paj-čchi (白起). Za Sungů byl v letech 1073–1086 k Ťü-lu přičleněn okres Pching-siang. 
Od vzniku Čínské lidové republiky roku 1949 okres Ťü-lu podléhal zvláštní oblasti Sing-tchaj. Roku 1958 byl Sin-tchaj zrušen a okres Ťü-lu byl zvětšen o území rozformovaných okresů Žen, Nan-che, Pching-siang a Kuang-cung a přešel pod zvláštní oblast Chan-tan. Roku 1960 okres přešel pod město Chan-tan. Roku 1961 byl obnoven stav z před roku 1958, tedy opět zmenšený okres Ťü-lu podléhal Sin-tchanu, roku 1969 reorganizovanému v prefekturu a roku 1993 v městskou prefekturu.